# 卢修斯·艾伦
小卢修斯·奥利弗·艾伦（英語：Lucius Oliver Allen Jr.，1947年9月26日—），美国NBA联盟职业篮球运动员。他在1969年的NBA选秀中第1轮第3顺位被西雅图超音速选中。